# William Jenner

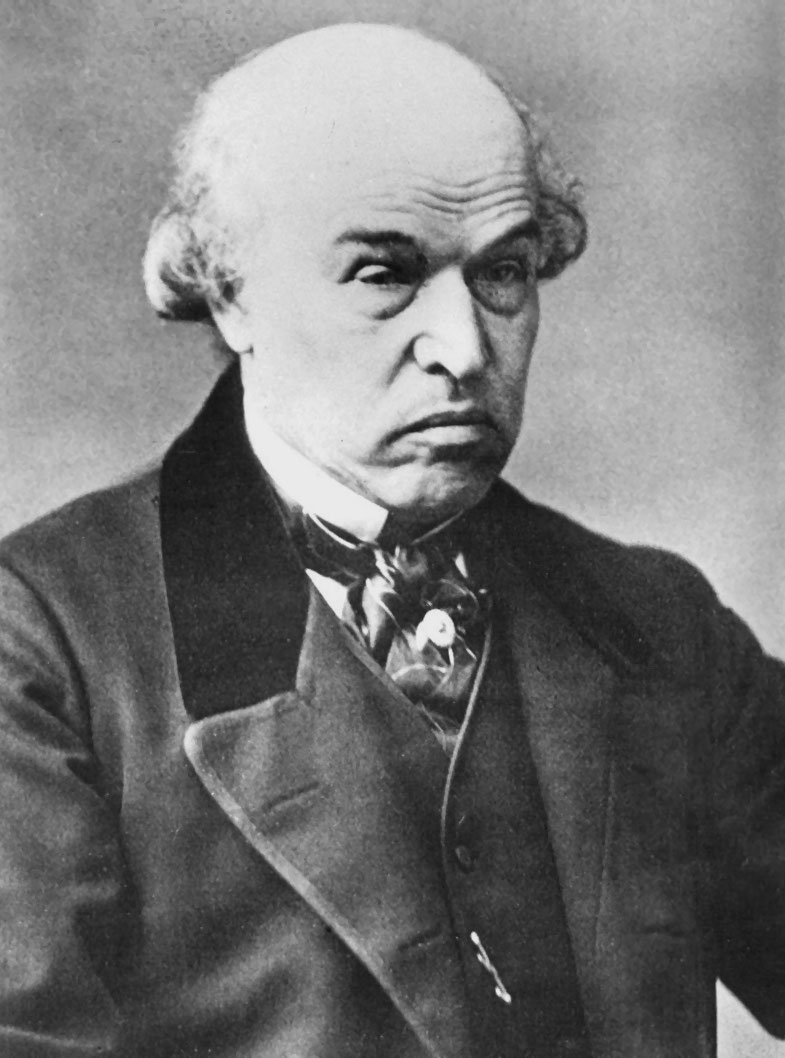
William Jenner, um 1860

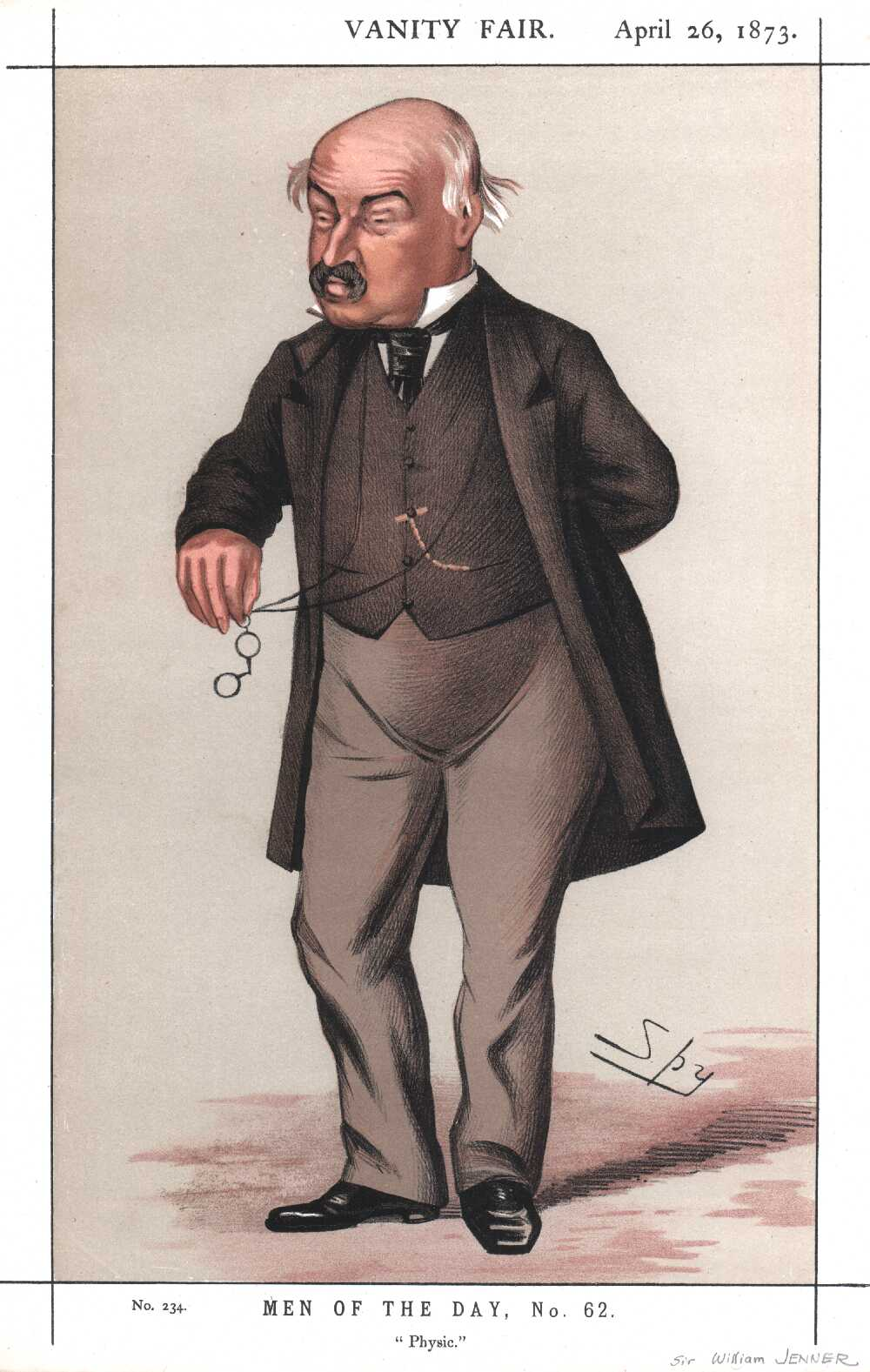
Zeichnung aus Vanity Fair

Sir William Jenner, 1. Baronet FRS (* 30. Januar 1815 in Chatham, Kent; † 11. Dezember 1898 in Greenwood, Hampshire) war ein britischer Neurologe und Arzt. Er entdeckte den Unterschied zwischen Unterleibstyphus und Fleckfieber.

## Leben
William Jenner studierte am University College in London und wurde ein Mitglied des Royal College of Surgeons (1837) und des Royal College of Physicians (1852). Seine Ausbildung zum Arzt beendete er 1844 als Doctor of Medicine (M.D.). 1847 begann er seine Arbeit am London Fever Hospital, wo er auch den Unterschied zwischen Unterleibstyphus (Typhus abdominalis) und Fleckfieber (Typhus levissimus od. Typhus ambulatorius) entdeckte. 1849 wurde er zum Professor für pathologische Anatomie am University College in London (einer seiner Schüler dort war Sir William Richard Gowers) und zum Assistenzarzt am University College Hospital ernannt. Dort arbeitete er von 1854 an als Arzt, ebenso im 1852 gegründeten Kinderkrankenhaus Great Ormond Street Hospital. 1860 erhielt er die Holme-Professur für klinische Medizin. Zwischen 1881 und 1888 war er Präsident des Royal College of Physicians; 1864 wurde er zum Mitglied der Royal Society ernannt. Er erhielt die Ehrendoktorwürde der Universität Oxford, der Universität Cambridge und der Universität Edinburgh. 1862 wurde er der behandelnde Arzt von Königin Victoria; 1863 der des Prince of Wales und heilte ihn vom Fleckfieber. Am 25. Februar 1868 wurde ihm der erbliche Adelstitel Baronet, of Harley-Street, Cavendish-Square, in the Parish of St. Marylebone, and County of Middlesex, verliehen. 1872 wurde er Knight Commander und 1889 Knight Grand Cross des Order of the Bath.
Aus seiner 1858 geschlossenen Ehe mit Adela Adey hatte er mehrere Kinder, darunter sein ältester Sohn Walter, der ihn bei seinem Tod 1898 als 2. Baronet beerbte.